# Harangi Szabolcs
Harangi Szabolcs (Budapest, 1962. január 17.) magyar geokémikus, vulkanológus, egyetemi tanár, a Magyar Tudományos Akadémia rendes tagja. Kutatási területe a magmás geokémia és a vulkanológia, ezen belül többek között a vulkáni működés környezeti és társadalmi hatásai, valamint a Pannon-medence neogén vulkáni kőzeteinek vizsgálata. 2019-től 2024-ig az ELTE Természettudományi Kar Földrajz- és Földtudományi Intézete igazgatója.[forrás?]

## Életpályája
1981-ben kezdte meg egyetemi tanulmányait az ELTE Természettudományi Kar geológus szakán, diplomáját 1986-ban szerezte meg. Ezt követően az egyetem kőzettan-geokémiai tanszékén kezdett el dolgozni doktori ösztöndíjasként. Egyetemi doktori disszertációját 1992-ben védte meg. 2000 és 2003 között Széchenyi professzori ösztöndíjjal kutatott. Az egyetemi ranglétrát végigjárva 2002-ben habilitált, majd egy évre rá átvette a tanszék vezetését. Egyetemi tanári kinevezését 2006-ban vette át. 2008-2024 között az MTA-ELTE Vulkanológiai Kutatócsoport vezetője volt. 2019-2024 között a TTK Földrajz- és Földtudományi Intézetét is vezette.[forrás?]
1994-ben védte meg a földtudományok kandidátusi, 2004-ben akadémiai doktori értekezését. A Magyar Tudományos Akadémia Földtani, illetve a Geokémiai, Ásvány- és Kőzettani Tudományos Bizottságának lett tagja. 2019-ben az MTA levelező, 2025-ben rendes tagjává választották. Oktatói-akadémiai tevékenysége mellett jelentős tudományos ismeretterjesztői tevékenysége is: a vulkánok működésével foglalkozó Tűzhányó blog vezető szerzője, emellett rendszeresen jelennek meg cikkei az Élet és Tudomány, a Természet Világa ismeretterjesztő lapokban, illetve a Telex.hu hírportálon. 2013-ban Harangi ötlete alapján nyílt meg a Kemenes Vulkánpark, illetve 2018-ban a Balaton-Bakony Geopark területén található vulkanológiai tanösvénynek.[forrás?] Több mint négyszázötven közlemény szerzője vagy társszerzője. Publikációit magyar és angol nyelven adja közre.

## Díjai, elismerései
- Semsey Andor-emlékérem (1990)
- Szádeczky-Kardoss-díj (1994, 1995)
- Vendl Mária-emlékérem (2012)
- Mestertanár (2013)
- Lóczy Lajos-emlékplakett (2017)
- 2024 óta nevét viseli az 580619 Harangiszabolcs kisbolygó.[1]
- Az Év Ismeretterjesztő Tudósa[2]
- A Magyar Érdemrend tisztikeresztje (2025)

## Főbb publikációi
- Review of neogene and quaternary volcanism of the Carpathian Pannonian region (társszerző, 1992)
- Mesozoic igneous suites in Hungary: Implications for genesis and tectonic setting in the northwestern part of Tethys (társszerző, 1996)
- Magyarország földje: kitekintéssel a Kárpát-medence egészére (könyvfejezetek, 1997)
- A Csódi-hegy vulkáni kőzetének geokémiája és petrogenezise (1999)
- Miocene phreatomagmatic volcanism at Tihany (Pannonian Basin, Hungary) (társszerző, 2001)
- Almandine garnet in calc-alkaline volcanic rocks of the Northern Pannonian Basin (Eastern-Central Europe): geochemistry, petrogenesis and geodynamic implications (első szerző, 2001)
- Új eredmények a Kárpát-Pannon-térség neogén vulkanizmusának ismeretéhez (akadémiai doktori értekezés, 2004)
- Genesis of the Neogene to Quaternary volcanism in the Carpathian-Pannonian region: Role of subduction, extension, and mantle plume (társszerző, 2007)
- TOPO-EUROPE: the Geoscience of Coupled Deep Earth – Surface Processes (társszerző, 2007)
- Radiocarbon dating of the last volcanic eruptions of Ciomadul Volcano, southeast carpathians, Eastern-Central Europe (első szerző, 2010)
- Distal deposition of tephra from the Eyjafjallajökull 2010 summit eruption (első szerző, 2012)
- Amphibole perspective to unravel pre-eruptive processes and conditions in volcanic plumbing systems beneath intermediate arc volcanoes: a case study from Ciomadul volcano (SE Carpathians) (társszerző, 2014)
- Early to Mid-Miocene syn-extensional massive silicic volcanism in the Pannonian Basin (East-Central Europe): Eruption chronology, correlation potential and geodynamic implications (társszerző, 2018)
- Episodes of dormancy and eruption of the Late Pleistocene Ciomadul volcanic complex (Eastern Carpathians, Romania) constrained by zircon geochronology (utolsó szerző, 2019)